# Nikolaus Pieger
Nikolaus Pieger, auch Nicolaus Pieger, (* 2. Juli 1900 in Kirchehrenbach, Landkreis Forchheim; † 5. Juni 1983) war ein deutscher römisch-katholischer Prälat. Er war Begründer der Aussiedlerseelsorge in der Bundesrepublik Deutschland.

## Leben
Nikolaus Pieger studierte nach dem Besuch der Bamberger und Forchheimer Gymnasien Katholische Theologie an der Julius-Maximilians-Universität Würzburg. Er war seit 1921 Mitglied der katholischen Studentenverbindung KDStV Gothia-Würzburg im CV. 1925 empfing er die Priesterweihe und war Kaplan vom 1. September 1925 bis 16. März 1929 in St. Heinrich in Fürth. 1932 wurde er Pfarrer und deutscher Seelsorger in Bukarest.
Nikolaus Pieger wurde 1941 von Markus Glaser, der am 15. November 1941 „zum Leiter der katholischen Mission in dem besetzten Gebiet (Bessarabien und Transnistrien) ernannt und nach 10 Tagen wurde Prälat Glaser Apostolischer Visitator von Transnistrien“ zu seinem Generalvikar bestellt. Unterstützung fand Nikolaus Pieger in seiner Tätigkeit als Generalvikar durch den jungen Priester Walter Kampe (ab 1952 Weihbischof in Limburg).
Glaser und Pieger standen unter Beobachtung des Leiters des Sonderkommando R, Horst Hoffmeyer. Zudem standen sie auf der „Negativliste“ der Sowjetunion, weil sie Juden getauft und – mit Wissen der römischen Kurie – jüdische Ghettos in Transnistrien mit Medikamenten versorgt hatten. Nach russischer Inhaftierung von 1944 bis 1945 kehrte er 1946 nach Deutschland zurück.
Ab 1946 engagierte sich Nikolaus Pieger für den Aufbau der Seelsorge an den Russlanddeutschen und begründete so die Aussiedlerseelsorge in der Bundesrepublik. 1977 entstand daraus die Seelsorgstelle der Deutschen Bischofskonferenz für die deutschen Katholiken aus Russland.
Nikolaus Pieger war Stadtpfarrer in St. Heinrich in Fürth und der Filiale St. Nikolaus in Fürberg; von 1946 bis 1950 war er Leiter des Pirkheimer Hauses in Nürnberg. 1965 wurde er zum Seelsorger der katholischen Russland-Deutschen bestellt.
1957 wurde er von Kardinal-Großmeister Nicola Kardinal Canali zum Ritter des Päpstlichen Ritterordens vom Heiligen Grab zu Jerusalem ernannt und am 30. April 1957 in München durch Lorenz Jaeger, Großprior der deutschen Statthalterei, investiert. Er gehörte der Komturei Nürnberg an.

## Ehrungen
- Päpstlicher Ehrenkaplan (Monsignore)
- Apostolischer Protonotar (Prälat) (1941)
- Päpstl. Geheimkämmerer
- Ritterschlag zum Ritter vom Heiligen Grab zu Jerusalem (1957)

## Schriften
- Die deutschen Katholiken im Altreich und in der Dobrudscha. In: Die Getreuen. 1933, S. 117 oder 1934, S. 48–59.
- Die religiösen Verhältnisse in der Südukraine (Transnistrien). In: J. Schnurr: Die Kirchen und das religiöse Leben der Rußlanddeutschen. S. 43–51.